# Рахімов Тагір Тімерханович
Тагір Рахімов (25 вересня 1963, Уфа, СРСР) — радянський та російський актор театру і кіно. Заслужений артист Росії (2007)..

## Життєпис
Тагір Рахімов народився 25 вересня 1963 року в Уфі. Закінчив Находкінське морехідне училище. У 1993 році закінчив Російський інститут театрального мистецтва (акторсько-режисерський курс Петра Фоменка). Працює у Майстерні Петра Фоменка.

## Вибіркова фільмографія
- Прогулянка (2003)
- Коридор безсмертя (2019)